# Imersja (optyka)

1 – obiektyw mikroskopu; 2 – olejek imersyjny; 3 – preparat

Imersja, immersja (z łac. immergo – zanurzam) – metoda stosowana w mikroskopii w celu zwiększenia zdolności rozdzielczej mikroskopu optycznego.
Polega ona na wypełnieniu przestrzeni pomiędzy preparatem a obiektywem mikroskopu przeźroczystym płynem (cieczą imersyjną) o współczynniku załamania 1,5 -1,6. Zapobiega to rozpraszającemu załamywaniu się światła po przejściu ze środowiska optycznie gęstszego (szkła) do środowiska optycznie rzadszego (powietrza) i zaciemnieniu pola widzenia (skutkuje załamaniem światła do środka soczewki, zwiększana jest apertura liczbowa obiektywu mikroskopu).
Obiektyw z cieczą imersyjną potocznie nazywany jest soczewką imersyjną.